# Noémi Besedes
Noémi Besedes (Basilea, 14 marzo 1980) è un'attrice svizzera.
Conosciuta in Svizzera per il suo lavoro con VIVA Schweiz.

## Filmografia
| Anno | Prodotto per               | Titolo                                       | Categoria | Ruolo             | Regista           | Luogo             |
| ---- | -------------------------- | -------------------------------------------- | --------- | ----------------- | ----------------- | ----------------- |
| 2013 | RTL/Grundy UFA             | Gute Zeiten, schlechte Zeiten (GZSZ)         | Serie TV  | Alexandra Happe   | Klaus Witting     | Berlino, Germania |
| 2011 | Warner Bros. Entertainment | MAN(N) TUT WAS MAN(N) KANN                   |           | Katja Riebinger   | Marc Rothemund    | Berlino, Germania |
| 2009 | Universal Pictures         | Bastardi senza gloria (Inglourious Basterds) |           | German movie star | Quentin Tarantino | Berlino, Germania |
| 2009 | MTV/Good Guy Marketing     | FRIENDSHIP MTV SPOT                          |           | Conduttrice       | David Reimers     | Berlino, Germania |
| 2009 | ARD/Grundy UFA             | Verbotene Liebe                              | Serie TV  | Anna Lindenau     | Ute Hilgefort     | Colonia, Germania |
| 2009 | RTL/Grundy UFA             | Unter uns                                    | Serie TV  | Rosi Hartmann     | Frank Fabisch     | Colonia, Germania |